# Vak-P

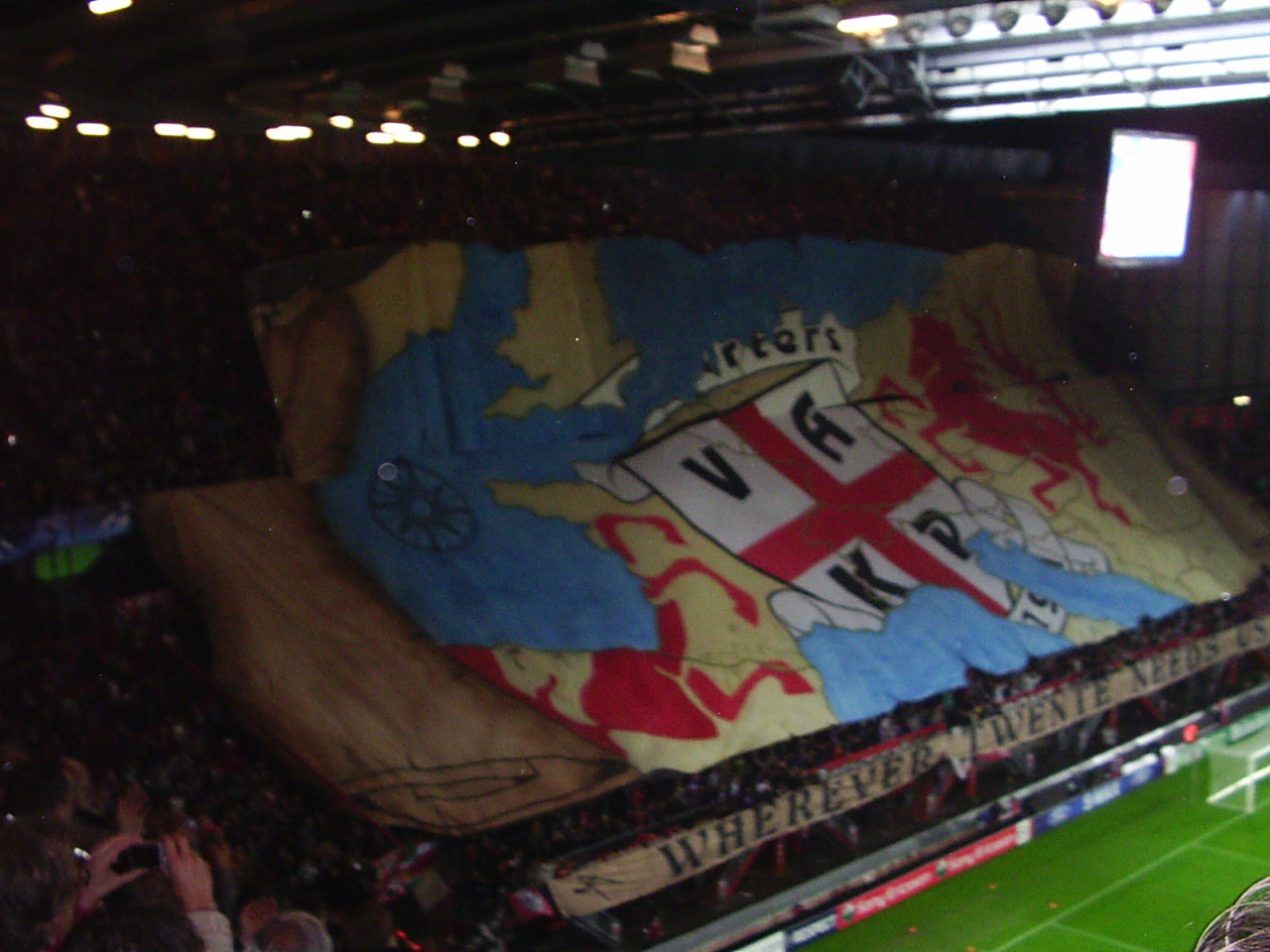
Sfeeractie tijdens FC Twente - Inter (2010).

Supportersvereniging Vak-P Enschede (kortweg Vak-P) is de vereniging van supporters van de Enschedese voetbalclub FC Twente. De vereniging is vernoemd naar een onoverdekte staantribune in het voormalige Stadion Het Diekman, waar in de jaren 80 en 90 van de twintigste eeuw een groep supporters zich verzamelde.

## Historie
Vak-P is op 18 februari 1991 opgericht, aangezien veel jongere supporters zich niet thuis voelden bij de eerste officiële supportersvereniging De Vriendenkring die in 1966 werd opgericht, een jaar na het ontstaan van FC Twente. Vak-P werd daarmee de tweede officiële supportersvereniging van FC Twente in de geschiedenis van de club.

## Fanzine
Vak-P brengt voor haar leden het officiële orgaan de P-Talk meerdere keren per jaar uit. Eerder werd, ook voor niet-leden, het blad Red Is The Color uitgegeven, dit fanzine was tot en met 2005 meerdere keren per jaar te koop rondom het stadion.